# ماتیلدا زیگلر
ماتیلدا زیگلر (به انگلیسی: Matilda Ziegler) (زاده ۲۳ ژوئیه ۱۹۶۴) یک بازیگر انگلیسی است که بیشتر به خاطر نقش‌هایش به عنوان دانا لودلو در ایست‌اندرز و ایرما گاب در مستر بین و پرل پرت در لارک به کندلفورد برمی‌خیزد شناخته می‌شود.

## حرفه تلویزیون و سینما
نقش اول زیگلر در سینما در اوایل بیست سالگی‌اش و در سال‌های ۱۹۸۷–۸۹ بود؛ او در مجموعه تلویزیونی محبوب بی‌بی‌سی وان به نام ایست‌اندرز بازی کرد و نقش دانا لودلو، دختر نامشروع شخصیت معروف کتی بیل، را ایفا کرد. دانا با مشکلاتی چون روسپی‌گری، تلاش برای تجاوز گروهی، اعتیاد به هروئین و در نهایت خودکشی (با مرگ ناشی از اوردوز هروئین) مواجه شد. صحنه‌های پایانی مرگ شخصیت زیگلر، که به علت خفگی با استفراغ خود جان سپرد، به عنوان یکی از قدرتمندترین تصاویر ضد مواد مخدر که تا به حال در این برنامه پخش شده است، مورد ستایش قرار گرفت. او در آوریل ۱۹۸۹ ایست‌لندرز را ترک کرد.
در اوایل دهه ۱۹۹۰، زیگلر در کمدی آی‌تی‌وی به نام مستر بین بازی کرد و نقش‌های متعددی را به عهده گرفت، به ویژه سه قسمت به عنوان ایرما گاب، دوست‌دختر همیشه در حال رنج شخصیت اصلی. او نقش گاب را دوباره به عهده گرفت و در مستر بین: مجموعه پویانمایی از ۲۰۰۲ تا ۲۰۰۴ و همچنین در مجموعه بازسازی شده از ۲۰۱۵ تا ۲۰۱۹ به صداپیشگی پرداخت.
دیگر آثار تلویزیونی او شامل: لارک به کندلفورد برمی‌خیزد (۲۰۰۸–۲۰۱۰) که در آن نقش پرل پرت را ایفا کرد، در اقتباس بی‌بی‌سی از رمان فلورا تامپسون؛ چراغ‌های بندر (۱۹۹۹)؛ کجا قلب است (۲۰۰۰)؛ شهر هالبی (۲۰۰۳)؛ شغلی نامناسب برای یک زن (۱۹۹۸)؛ بیل (۲۰۰۳) و خانه در کنار آنتونی شر در اقتباسی از رمان جی. جی. بالارد بود.
زیگلر در کمدی بزن‌بکوب بی‌بی‌سی به نام اسویس تونی (۲۰۰۳–۰۴) نقش روث، همسر فروشنده خودرو تونی را ایفا کرد. او همچنین در درام سکس ترافیک (۲۰۰۴) که برنده جایزه تلویزیونی بفتا شد، ظاهر شد. در سال ۲۰۰۵، او نقش کریستین میلر را در فصل چهارم اسرار بازرس لینلی بازی کرد و در سال ۲۰۰۷ به عنوان مهمان در درام پزشکی روزانه بی‌بی‌سی وان به نام پزشک‌ها در نقش جس باتلر بازی کرد. او همچنین در مجموعه‌های بیش از تعداد، لوئیس (در قسمت 'روح نابغه'، ۲۰۱۲)، مرگ در بهشت (۲۰۱۳) و ورا (در قسمت «خدایان جوانان»، ۲۰۱۳) حضور داشت.
در سال ۲۰۱۵، او در یکی از قسمت‌های جنگ فایل و در فصل چهارم به قابله زنگ بزن ظاهر شد. در سال ۲۰۲۰، او در قسمت‌های فصل دوم روان‌پزشک و در دو قسمت از تجربه دوست‌دختر در سال ۲۰۲۱ به ایفای نقش پرداخت.
نقش‌های زیگلر در سینما شامل انحطاط (۱۹۹۴)، جیلتینگ جو (۱۹۹۸)، طفره‌زن شهر (۲۰۱۲) و بخش ریتم (۲۰۱۹) است که در آن نقش مادر بلیک لایولی را ایفا کرد.

## حرفه صحنه و رادیو
زیگلر در بسیاری از تولیدات صحنه‌ای حضور داشته است، از جمله شب دوازدهم برای رویال شکسپیر کامپنی (۲۰۰۱)، نسخه تئاتری مستر بین؛ خنده زنان در تئاتر تئاتر رویال کورت؛ ولپن؛ شواهد غیرقابل قبول و ماشینی، که همه در تئاتر ملی اجرا شده‌اند. همچنین در با حضور لورتا و خاطرات آب که هر دو در تئاتر هامپستید به نمایش درآمدند، بازی کرده است.
او در خانم از دریا در تئاتر لریک همرسمیت/وست یورکشایر پلی‌هوس (۱۹۹۴: جایزه تی‌ام‌ای، نامزدی برای جوایز لارنس الیویه) و همچنین به عنوان شیلا بیرلینگ در تولید برنده جایزه استیون دالدری از بازپرس وارد می‌شود در تئاتر آلدویچ و در تور استرالیایی این تولید ظاهر شد. زیگلر همچنین در نقش لیدی اسنیرویل در تولید دیبورا وارنر در سال ۲۰۱۱ از مدرسه‌ای برای آبروریزی در مرکز باربیکان بازی کرد. او بعداً در پایین ایالت در شیکاگو و در تئاتر ملی در همکاری با شرکت تئاتر استپن‌ولف حاضر شد.
کارهای رادیویی او شامل بازی در نقش دکتر روث اندرسون در رادیو بی‌بی‌سی ۴، ریگور مورتیس (۲۰۰۴–۰۶) می‌باشد. او همچنین در گیلز ومبلی-هاگ خاموش می‌شود در سال ۲۰۱۰ و به عنوان پرنسس ترزا از لیختن‌اشتاین در فصل چهارم فشار کابین در سال ۲۰۱۳ ظاهر شد، نقشی که در آخرین قسمت این برنامه در سال ۲۰۱۴ دوباره ایفا کرد. او پیش از این در قسمت دوم فصل اول به عنوان کنترل کننده ترافیک هوایی و پزشک اورژانس نیز بازی کرده بود.

## زندگی شخصی
در ژوئیه ۲۰۰۴، زیگلر با بازیگر لوئیس هایلیر ازدواج کرد. این زوج سه فرزند دارند.